# Tony Marshall (cantante)
Tony Marshall, pseudonimo di Herbert Anton Bloeth (Hilger) (Baden-Baden, 3 febbraio 1938 – Baden-Baden, 16 febbraio 2023), è stato un cantante e showman tedesco, dedito principalmente al genere Schlager.
Nel corso della sua carriera, durata oltre mezzo secolo, pubblicò una quarantina di album, e collaborò con importanti artisti quali Andy Borg, Roberto Blanco, Michael Kunze, Jürgen Marcus, Xavier Naidoo. Tra i suoi singoli di maggiore successo, figurano Auf der Straße nach Süden, Bora Bora, Heute hau'n wir auf die Pauke, Ich fang für euch den Sonnenschein, Junge, die Welt ist schön, Komm gib mir deine Hand,  Schöne Maid, Tony, Tony noch einmal, Die Tramps von der Pfalz, Wir sind die Champions, Wir zahlen keine Miete mehr, ecc. .

## Biografia

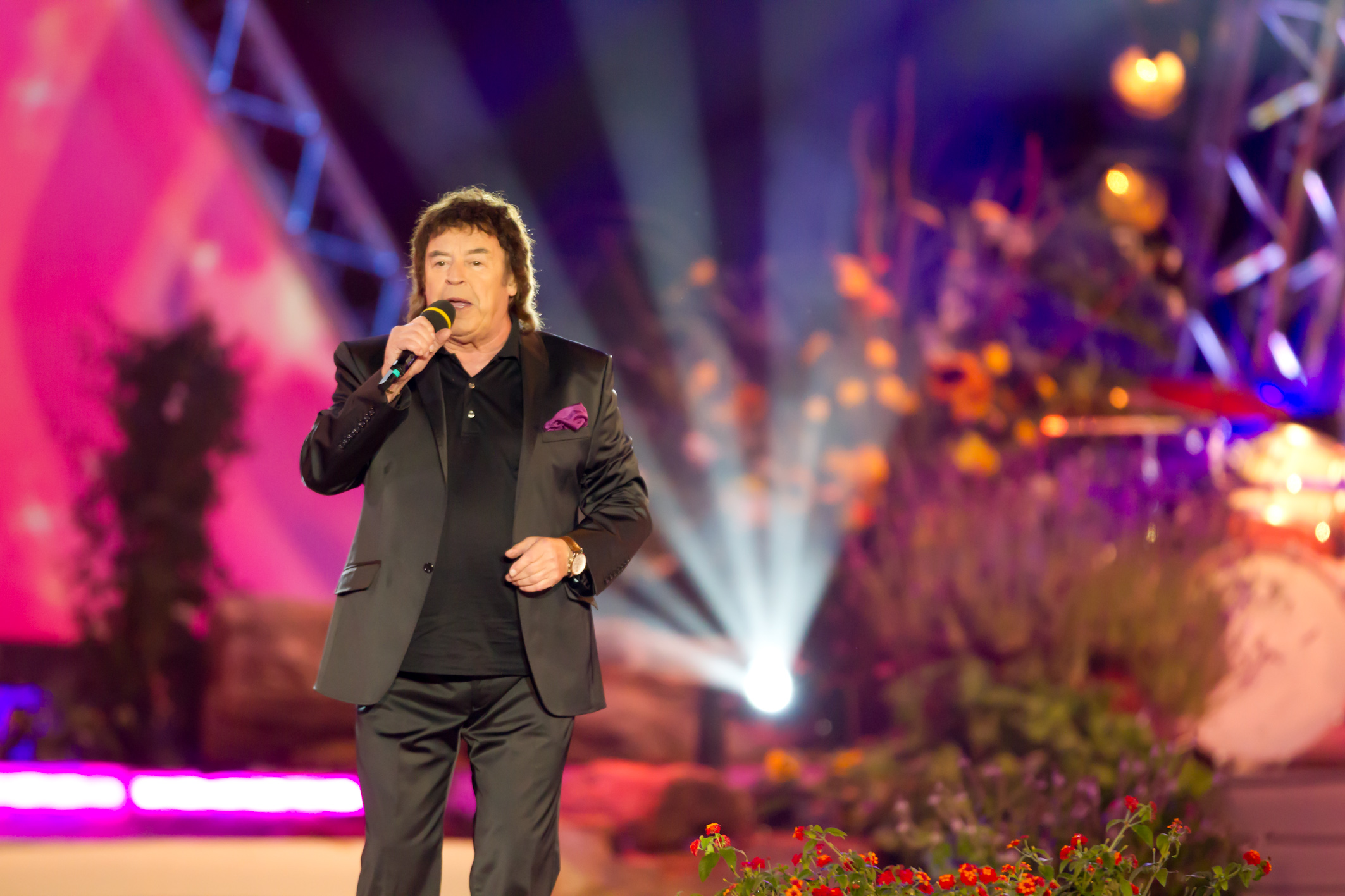
Tony Marshall nel 2010

Herbert Anton Bloeth, che mutò legalmente in seguito il proprio nome in Herbert Anton Hilger, nacque a Baden-Baden il 3 febbraio 1938. Iniziò a cantare a sette anni, nel coro della chiesa.
Tra il 1956 e il 1959 frequentò una scuola professionale ad indirizzo commerciale, ma già allora la sua grande passione era la musica. Scoperto da un critico musicale, ottenne una borsa di studio e frequentò dapprima la Hochschule für Musik di Friburgo, dove studiò canto con Fritz-Moritz Harlan e perfezionò lo studio di sei diversi strumenti musicali, quindi la Hochschule für Musik di Karlsruhe, dove nel 1965 si diplomò in canto lirico con il voto "buono".
Nel 1963, in seguito alla nascita di Marc Marshall, suo primogenito, si fece assumere come croupier al casinò di Baden-Baden.
Una volta conseguito il diploma, dovette rinunciare alla carriera lirica e decise dunque di tentare la strada dello show business. Ma dopo aver vinto un concorso canoro nel 1966, ottenne il suo primo contratto discografico, optando nel frattempo per il nome d'arte di Tony Marshall.
Iniziò la propria carriera discografica interpretando prevalentemente canzoni francesi. Il suo primo singolo si intitolò Aline (cover di un brano francese), che uscì nel maggio del 1966 su etichetta Decca.
Il successo però non gli sorrideva ancora ed egli decise così di aprire, nel 1968, un locale nella sua città natale. L'anno seguente, ottenne una parte nel film diretto da Husch, husch ins Körbchen.
La svolta arrivò all'inizio degli anni settanta, quando egli iniziò la collaborazione con il produttore discografico Jack White, conosciuto in una sauna a Berlino e frequentatore del suo locale.
Il primo singolo prodotto da Jack White fu Schöne Maid del 1971, che raggiunse le prime posizioni delle classifiche in vari Paesi europei (il primo posto nei Paesi Bassi, il secondo posto nelle Fiandre, il terzo posto in Germania e il sesto in Svizzera), vendendo oltre un milione di copie. Nello stesso anno, Tony Marshall pubblicò anche l'album omonimo, che raggiunse il secondo posto in Germania.
Nel 1976, ottenne con il brano Der Star l'ammissione all'Eurovision Song Contest, ma venne  squalificato in quanto il brano era già stato eseguito pubblicamente qualche anno prima dalla cantante Nizza Thobi.
Due anni dopo, pubblicò il singolo Bora Bora, che raggiunse il sedicesimo posto delle classifiche in Germania. Grazie al successo del singolo, Tony Marshall ottenne la cittadinanza onoraria dell'isola polinesiana.
Nel 1982 condusse il primo dei suoi numerosi show in tv, segnatamente per l'emittente ZDF, programma che venne seguito da 14 milioni di telespettatori. Quattro anni dopo fu eletto come migliore interprete in lingua tedesca preferito dagli statunitensi.
Nel 2004, interpretò il ruolo di Tevje nel musical Anatevka (Fiddler on the Roof).
Affetto da diabete mellito di tipo 1, all'inizio del 2019 rischiò la vita per un arresto cardiaco, rimanendo per diversi giorni in coma.  Due anni dopo fu l'infezione da COVID-19 a minare seriamente la salute del cantante, infezione dalla quale egli si riprese completamente tra ottobre e novembre.
Sempre nel 2021, ricevette lo smago! Award alla carriera.
Morì nel 2023, due settimane dopo aver compiuto 85 anni, nella sua città natale.

## Vita privata
Nel 1962 sposò la sua fidanzata Gaby, che conosceva sin dai tempi dell'asilo. Oltre a Marc Marshall, che seguì le sue orme , Tony ebbe altri due figli, Pascal e Stella, l'unica femmina, epilettica e affetta da una paralisi cerebrale congenita, dovuta alla negligenza medica durante un'amniocentesi. L'artista creò nel dicembre 1999 la Tony Marshall Foundation, che finanzia progetti rivolti alle persone con disabilità occupandosi specificamente della creazione di alloggi e luoghi di lavoro per esse.
Tony Marshall si dichiarava ateo.

## Discografia parziale

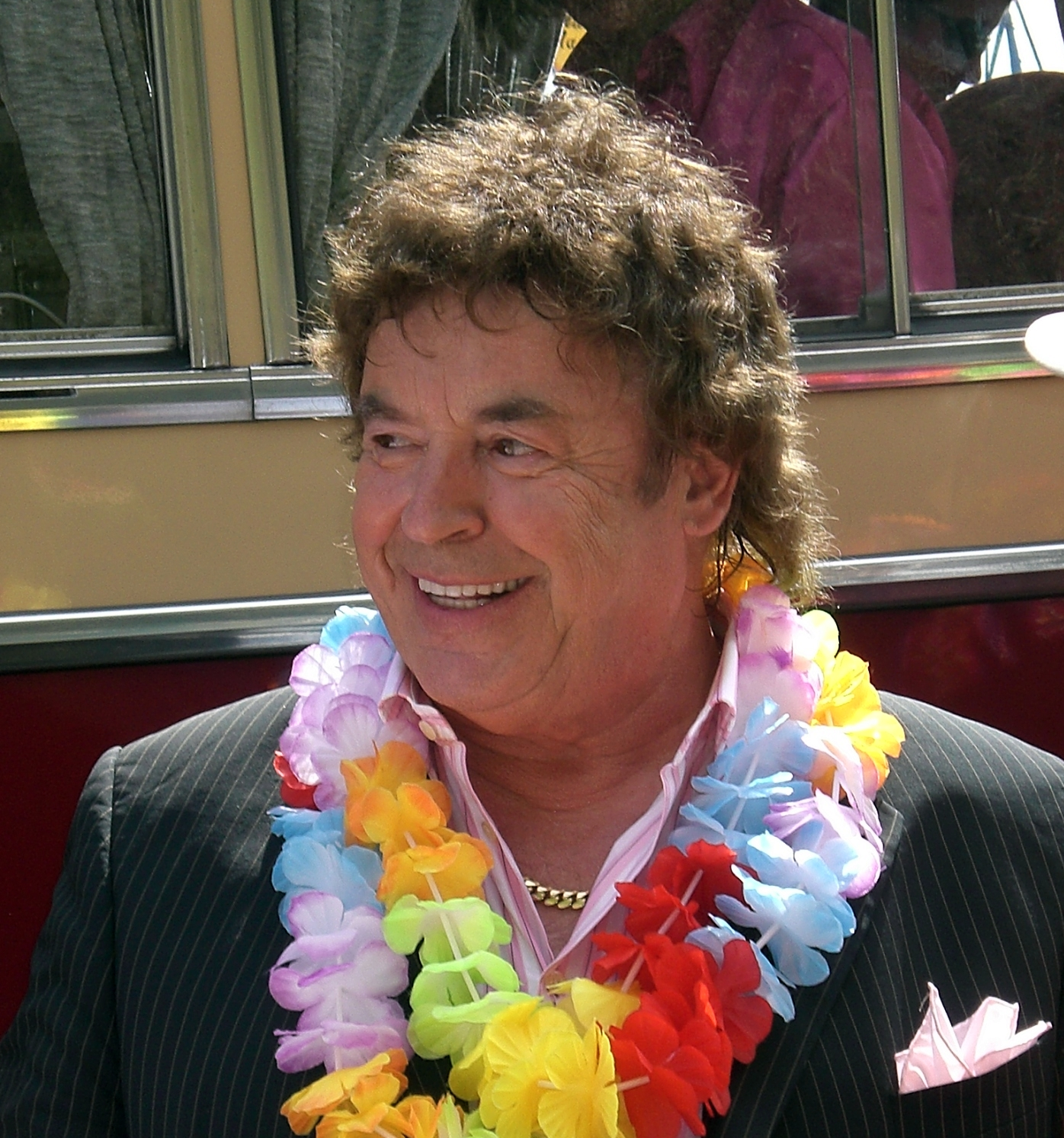
Tony Marshall nel 2009

### Album
- 1970 – Wenn du allein zu Hause bist
- 1971 – Schöne Maid
- 1972 – Ich fang' für euch den Sonnenschein
- 1973 – Die größten Polka Hits mit Tony Marshall und seinen lustigen Musikanten
- 1973 – Laß das mal den Tony machen
- 1974 – Junge, die Welt ist schön
- 1975 – Die großen Erfolge
- 1976 – Das Leben ist so wunderbar
- 1976 – Ja, so ist der Tony
- 1978 – Bora Bora
- 1979 – Ich klau dir eine Straßenbahn
- 1981 – Mach dir das Leben doch schön
- 1982 – Ach, laß mich doch in deinem Wald der Oberförster sein
- 1984 – Laß das mal den Tony machen – Neue Folge
- 1986 – Laß das mal den Tony machen – 3
- 1988 – Laß das mal den Tony machen – Neue Folge
- 1994 – So bin ich
- 1995 – Go West
- 2005 – Im siebten Himmel
- 2005 – Non Stop Schlagerparty
- 2008 – Wie nie
- 2009 – 1000–mal an dich gedacht
- 2018 – Senioren sind nur zu früh geboren
- 2021 – Das Beste

### Singoli
- 1966 – Aline
- 1966 – C'est la vie
- 1967 – Nur ein Wort
- 1967 – Wer kennt ihren Namen
- 1968 – Komm mit zu mir
- 1971 – Schöne Maid
- 1971 – Pretty Maid
- 1975 – Anna-Karina
- 1975 – Fahr mich in die Ferne
- 1976 – Vom Hofbräuhaus zur Reeperbahn
- 1977 – Oh Miranda
- 1978 – Bora Bora
- 1978 – Auf der Straße nach Süden
- 1979 – Wir zahlen keine Miete mehr
- 1979 – Ich will mit dir spielen
- 1980 – Bleib nicht allein
- 1980 – Mach dir das Leben doch schön
- 1980 – Komm' und setz dich zu mir
- 1982 – Jim und Andy
- 1982 – Kilimandscharo
- 1987 – Wir sind die Champions (olé, olé, olé)
- 1988 – Ich träume jede Nacht von dir
- 1993 – Holiday (Träume von Urlaub und Freiheit)
- 2002 – Rudi
- 2010 – Schöne Maid 2010
- 2021 – Der letzte Traum

## Filmografia parziale
- Husch, husch ins Körbchen, regia di Hans Hutter (1969)

## Programmi televisivi
- 1982-1999: Laß das mal den Tony machen (conduttore)
- 2000-2004: Fröhlicher Feierabend (conduttore)

## Teatro
- 2004: Anatevka (musical)

## Premi e riconoscimenti
- 2021: smago! Award alla carriera